# Specie Circular

La Specie Circular américaine est une ordonnance prise par le président américain Andrew Jackson en 1836 pour favoriser la conquête de l'Ouest en imposant aux acheteurs de terrains d'État de payer en or, ce qui augmente la demande et le prix de l'or, afin de doper la prospection minière à l'ouest du Mississippi. L'adoption l'année suivante de la Libre frappe de la monnaie, appelée Free silver en anglais, complète le dispositif en le rééquilibrant vers le bimétallisme. Mais le 31 mai 1838, le congrès américain vote l'abolition de la Specie circular, il devient à nouveau possible d'acheter des terres sans payer en monnaies métalliques.

## Origine
Cette mesure était le projet de Thomas Hart Benton, politicien populiste et défenseur infatigable de l'étalon-or pour la monnaie. Selon lui, l'étalon or était moins défavorable au petits fermiers et commerçants de l'Ouest alors que le papier-monnaie était favorable aux citadins de l'Est.
Son auteur croit à la « destinée manifeste » américaine : il considère les terres non-colonisées comme dangereuses et travaille infatigablement à leur peuplement.

## Conséquences minières
Le texte accompagne la ruée vers l'or des années 1830 dans le comté de Lumpkin, qui amène 4 000 personnes à Dahlonega et Auraria, sur façade ouest des Appalaches, en Géorgie. Les Cherokees furent déplacés de force de leurs terres ancestrales vers le Territoire Indien en Oklahoma, déportation qui porte le nom de Piste des Larmes. Le célèbre John Ross, métis de sang écossais, et le journal Cherokee Phoenix tentent vainement de s'y opposer.

## Conséquences financières
D'abord simple proposition de loi, le texte est battu au Congrès, qui refuse de le voter. Mais il entre quand même en vigueur grâce à l'ordonnance présidentielle. Effet immédiat, une forte demande d'or par conversion des billets de banque, ce qui déclenche la panique de 1837, et une crise bancaire, puis économique, également très forte en Europe, où la convertibilité des billets de banque anglais en or était encore relativement récente. Le trop plein de papier émis sous forme d'assignat lors de la Révolution française avait en particulier échaudé les épargnants.

## Conséquences bancaires
Cette Specie Circular intervient alors que la deuxième version du Bank Charter Act de 1833 a entraîné une vague d'entrée en bourse de nouvelles banques en Angleterre, dont le nombre atteint 59 pour la seule année 1836. La Specie Circular casse cette dynamique anglaise, à un moment où le président américain Andrew Jackson, défenseur de l'esclavage, s'oppose à l'Angleterre et ne veut pas entendre parler de diversification de la révolution industrielle britannique, jusque-là très centrée sur l'industrie du coton, consommatrice de matière première américaine.
La Specie Circular est la cause de la troisième version du Bank Charter Act anglais, celle de 1844, qui va dans le même sens, en prévoyant que chaque billet de banque émis par la Banque d'Angleterre soit garanti par un stock d'or de valeur équivalente, ce qui provoquera très vite la ruée vers l'or en Californie de 1848. L'Angleterre fait alors un grand pas vers l'étalon-or.

## Esprit et dispositions
Dans un discours du 21 juillet 1836 devant ses collègues, le sénateur américain Daniel Webster, ami de Thomas Hart Benton explique la logique de la Specie Circular : « il n’y a pas de cours légal, et il ne peut y avoir de cours légal dans ce pays, sous l’autorité de ce gouvernement ou de tout autre, que l’or et l’argent, soit comme pièce frappée par notre propre Maison de la monnaie ou des pièces de l’étranger aux taux réglementés par le Congrès. Ceci est un principe constitutionnel, parfaitement simple et de la plus haute importance. Il est expressément interdit aux États de rendre autre chose que l’or et l’argent comme cours légal comme paiements de dettes ».
L'autre volet de la réforme est la création de la Monnaie de La Nouvelle-Orléans, fierté des sudistes lors de la Guerre de Sécession, qui a produit plus de 427 millions de pièces de monnaie d'or et d'argent, de presque tous les types numismatiques américains. Elle sera fermée pendant la période qui suivit la guerre de Sécession, connue sous le nom de « Reconstruction » du Sud.